# Robert Alford
Robert Alford (Hammond, 1º novembre 1988) è un giocatore di football americano statunitense che gioca nel ruolo di cornerback per gli Arizona Cardinals della National Football League (NFL). Fu scelto nel corso del secondo giro (60º assoluto) del Draft NFL 2013 dai Falcons. Al college ha giocato a football alla Southeastern Louisiana University.

## Carriera

### Atlanta Falcons
Alford fu scelto nel corso del secondo giro del Draft 2013 dagli Atlanta Falcons. Debuttò come professionista nella gara contro i New Orleans Saints della settimana 1 in cui fece il suo primo intercetto su Drew Brees e 2 passaggi deviati. Il secondo lo mise a segno nella settimana 9 contro i Carolina Panthers. La sua stagione da rookie si concluse con 40 tackle, 2 intercetti e un fumble forzato disputando tutte le 16 partite, di cui 4 come titolare.
Nel quinto turno della stagione 2015, Alford ritornò un intercetto su Kirk Cousins dei Redskins per 59 yard in touchdown nei supplementari che diede la vittoria alla sua squadra.
Il 5 febbraio 2017, Alford partì come titolare nel Super Bowl LI in cui i Falcons furono battuti ai tempi supplementari dai New England Patriots dopo avere sprecato un vantaggio di 28-3 a tre minuti dal termine del terzo quarto. Nel corso della gara, Alford aveva fatto registrare un intercetto su Tom Brady ritornandolo in touchdown, con quello che fu il secondo ritorno più lungo della storia del Super Bowl.

### Arizona Cardinals
Nel 2019 Alford firmò con gli Arizona Cardinals. Nel marzo del 2021 firmò un nuovo contratto annuale.

## Palmarès

### Franchigia
- National Football Conference Championship: 1

Atlanta Falcons: 2016

## Statistiche
| Partite totali      | 16 |
| Partite da titolare | 4  |
| Tackle              | 40 |
| Sack                | 0  |
| Intercetti          | 2  |

Statistiche aggiornate alla stagione 2013